# Giáo hoàng đối lập Adalbert
Adalbert hay Albert hoặc Aleric (tiếng Ý: Adalberto, Alberto hoặc Alerico) là một hồng y người Ý và là Giám mục của Santa Rufina. Người được bầu làm Giáo hoàng đối lập vào tháng 1 năm 1101 của phe "triều đình" ở Rôma sau khi giáo hoàng đối lập Theodoric bị bắt giữ và bỏ tù .
Được sự hậu thuẫn bởi Hoàng đế Henry IV, những người theo phe Giáo hoàng đối lập Clement III, cũng là những người đã bầu Theodoric đã tụ tập tại Vương cung thánh đường SS. XII Apostoli bầu Albert làm Giáo hoàng đối lập với Giáo hoàng Paschal II.
| “ | Một lần nữa có một cuộc bầu cử giả được tiến hành trong Thánh đường Thánh Phêrô. Nhưng ngay từ sớm nó đã bị phản đối làm náo động thành phố. Đám đông đổ xô đến Vương cung thánh đường. Trong khung cảnh hỗn loạn, mọi người vội vã bỏ trốn. Albert, vị giáo hoàng đối lập mới được bầu đã được Giám mục Sabina giúp đỡ để chạy thoát đến Vương cung thánh đường St. Marcellus, nhưng nhiều người trong phe của ông đã bị bắt giữ. Ông đã bị tước áo choàng tổng Giám mục và bị một con ngựa lôi đi đến trước giáo hoàng hợp pháp Paschal II tại thánh đường Lateran. Sau khi bị giam giữ thời gian ngắn trong một tòa tháp, ông cũng bị gửi đến Tu viện và kết thúc cuộc đời của mình như một tu sĩ ở St Lawrence tại Aversa | ” |

.